# Santa Eulalia (Formigales)

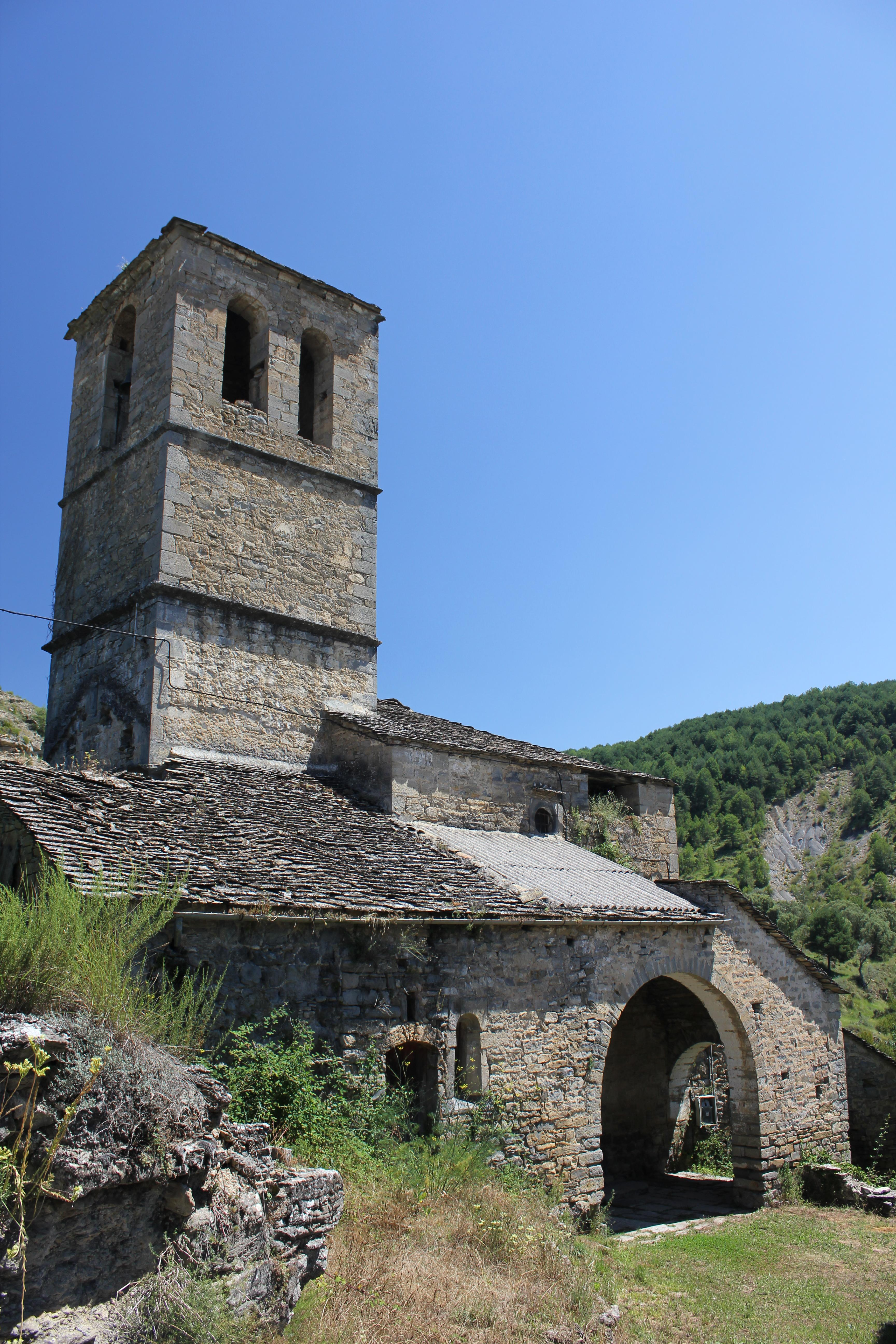
Kirche Santa Eulalia von Südwesten

Die Kirche Santa Eulalia in Formigales, einem Ortsteil der spanischen Gemeinde La Fueva in der Provinz Huesca der Autonomen Gemeinschaft Aragonien, wurde im 16. Jahrhundert erbaut. Die Kirche ist als Bien de Interés Cultural (Baudenkmal) klassifiziert.

## Beschreibung
Die spätgotische Pfarrkirche mit einem Schiff, zwei Seitenkapellen und polygonaler Apsis ist der hl. Eulalia von Mérida geweiht. Der dreigeschossige Turm befindet sich an der Nordseite. An der Nordwestseite wurde die Sakristei angebaut.